# Pomnik Żołnierzy Batalionów Chłopskich i Ludowego Związku Kobiet
Pomnik Żołnierzy Batalionów Chłopskich i Ludowego Związku Kobiet – monument znajdujący się u zbiegu ulicy Czerniakowskiej i alei Polski Walczącej, w warszawskiej dzielnicy Mokotów.

## Opis
Pomnik, zaprojektowany przez Agnieszkę Świerzowicz-Maślaniec i Marka Maślańca, upamiętnia Bataliony Chłopskie i Ludowy Związek Kobiet. Powstał z inicjatywy Ogólnopolskiego Związku Żołnierzy Batalionów Chłopskich.
Rzeźba przedstawia grupę kroczących żołnierzy i sanitariuszek. Postacie w tylnej części grupy rozmywają się w ogromnym kłosie zboża.
Pomnik został odsłonięty 8 października 2019.